# Cesny-les-Sources
Cesny-les-Sources é uma comuna francesa na região administrativa da Normandia, no departamento de Calvados. Estende-se por uma área de 33.89 km². Em 2010 a comuna tinha 1 360 habitantes (densidade: 40,1 hab./km²).
Foi criada em 1 de janeiro de 2019, a partir da fusão das antigas comunas de Cesny-Bois-Halbout, Acqueville, Angoville, Placy e Tournebu.